# Conrad Martens

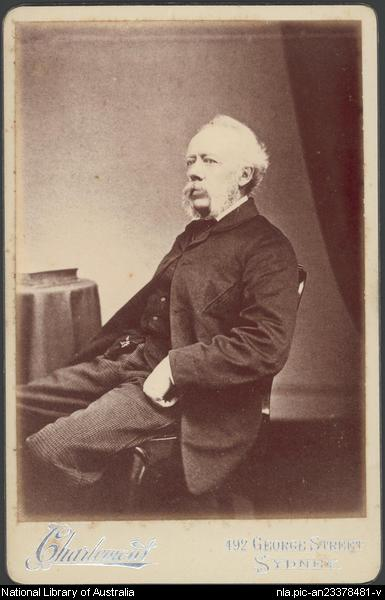
Fotoporträt von Conrad Martens aus seinen letzten Lebensjahren.

Conrad Martens (* 1801 in London; † 21. August 1878 in Sydney, Australien) war ein englischer Maler. Von Ende November 1833 bis Ende Juli nahm er an der zweiten Vermessungsfahrt der Beagle teil, die auch Charles Darwin begleitete.

## Leben und Wirken
Conrad Martens war ein Sohn des Hamburger Kaufmanns J. C. H. Martens, der sich in London niedergelassen hatte, und dessen englischer Frau Rebecca. Er hatte noch zwei Brüder, die ebenfalls Künstler wurden, und eine Schwester. Martens wurde von Copley Fielding in Landschaftsmalerei unterrichtet. Nach dem Tod des Vaters zog die Familie 1816 nach Exeter um.
Am 19. Mai 1833 verließ er an Bord der unter dem Kommando von Francis Price Blackwood (1809–1854) stehenden Hyacinth den Hafen von Falmouth und landete am 5. Juli in Rio de Janeiro. Zwei Wochen später, am 18. Juli, segelte er mit der Indus nach Montevideo weiter, wo er am 2. August ankam. Dort hörte er, dass der Kapitän Robert FitzRoy der Beagle einen neuen Schiffsmaler suchte. Augustus Earle, der zuvor diese Position innehatte, konnte auf Grund gesundheitlicher Probleme die Fahrt mit der Beagle nicht fortsetzen. Am 25. November 1833 ging Martens an Bord und verließ das Schiff nach acht Monaten am 23. Juli 1834 in Valparaíso wieder. Während dieser Zeit zeichnete er unter anderem in Puerto Deseado und Puerto del Hambre, Feuerland sowie auf den Falklandinseln und Chiloé.
Nach einigen Monaten Aufenthalt verließ Martens Valparaíso am 3. Dezember 1834 Richtung Tahiti, wo er Anfang Januar 1835 eintraf. Schon am 8. März 1835 führte ihn seine Reise weiter zur Bay of Islands, einem Küstenabschnitt der neuseeländischen Nordinsel. Auch hier verweilte er nur kurz und segelte am 9. April nach Sydney. Am 17. April 1835 gelangte er in Port Jackson an, wo seine knapp zweijährige Reise zu Ende war.

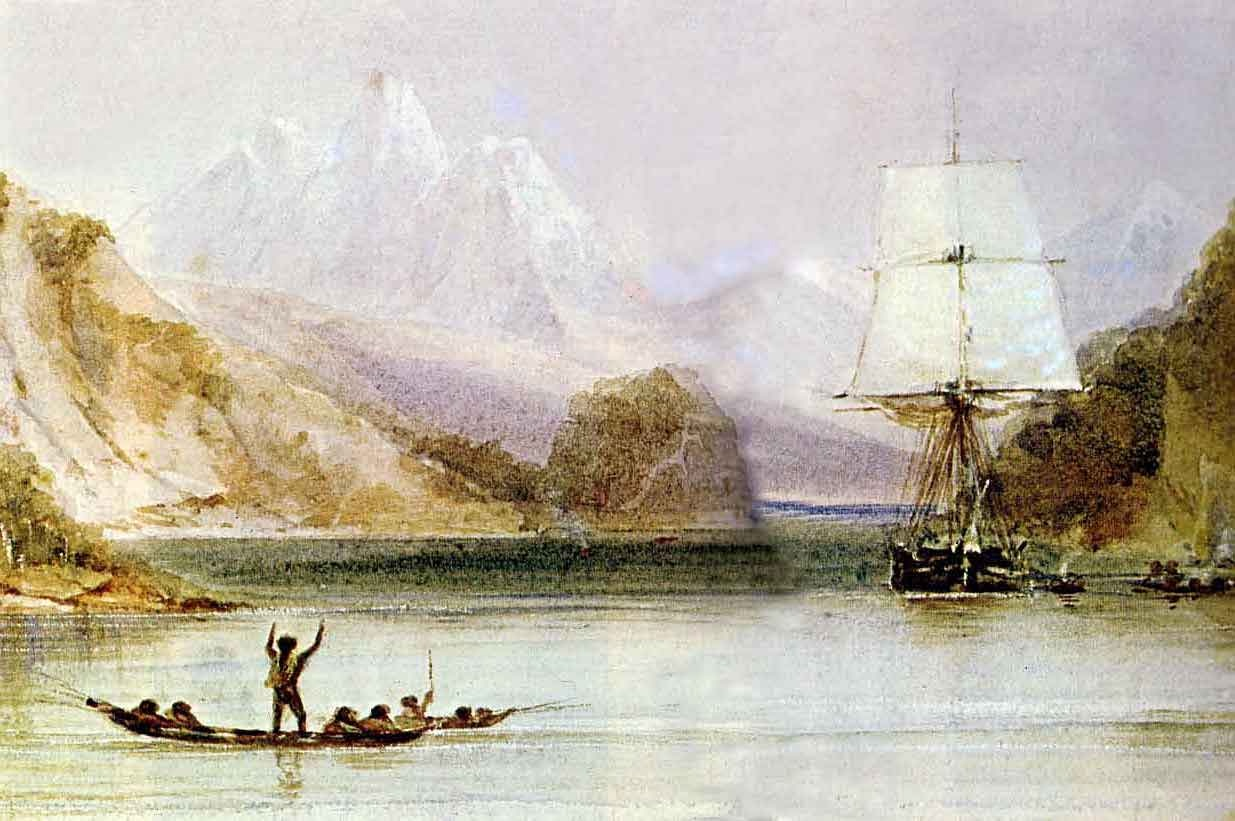
Das Aquarell The Beagle in Murray Narrow, Beagle Channel wurde 1836 von Charles Darwin erworben.

In Sydney ließ sich Martens zunächst in der Cumberland Street nieder und unterrichtete in seinem Atelier in der Pitt Street Malerei. Als die Beagle im Januar 1836 Australien erreichte, wurde er von Darwin und FitzRoy aufgesucht. Darwin erwarb für je drei Guineen von ihm die beiden Aquarelle View Ponsonby Sound (heute unter dem Titel The Beagle in Murray Narrow, Beagle Channel bekannt) und River Santa Cruz. 1862 erhielt Darwin von Martens noch das Bild View of Brisbane geschenkt.
1837 heiratet er Jane Brackenbury Carter, mit der er zwei Töchter hatte. Ein 1844 geborener Sohn verstarb während der Kindheit. Im Geburtsjahr des Sohnes baute sich die Familie in St. Leonards ein Haus. 1846 wurde er Gemeindevorsteher der St.-Thomas-Kirche in St. Leonards. Martens zeichnete im Auftrag der wohlhabenden Landbesitzer deren Häuser und Besitz. Eines seiner Lieblingsmotive war der Hafen von Sydney. Er zeichnete Landschaften an der Südküste von New South Wales, in Bong Bong, Lithgow, Scone, Walcha und Neuengland. Mehrere Male besuchte er Brisbane und unternahm 1851 eine ausgedehnte Tour durch Darling Downs.
Der alternde Martens fand 1863 durch die Vermittlung eines Freundes eine Anstellung als Parlamentsbibliothekar. Conrad Martens starb am 21. August 1878 und wurde auf dem Friedhof der St.-Thomas-Kirche in St. Leonards begraben.

## Sammlungen
Die Mitchell Library in Sydney besitzt eine umfangreich Sammlung von Martens Aquarellen und Ölgemälden. Weitere befinden sich in den Dixson Galleries der Public Library of New South Wales und in den National Art Galleries of New South Wales and Victoria.

## Werke (Auswahl)
- Conrad Martens: Journal of a voyage from England to Australia aboard HMS Beagle and HMS Hyacinth 1833–35 / transcript by Michael Organ. State Library of NSW Press, Sydney 1994, ISBN 073058920X (online).
- Sketches in the Environs of Sydney. Sydney 1850 - 20 handkolorierte Lithographien, herausgegeben in 5 Teilen
- View Ponsonby Sound. heute unter dem Titel The Beagle in Murray Narrow, Beagle Channel. bekannt
- River Santa Cruz.
- View of Brisbane.

## Nachweise

## Weiterführende Literatur
- Lionel Lindsay: Conrad Martens : the Man and his Art. Angus & Robertson, Sydney 1920. (online)